# هنري جورج فيشر
هنري جورج فيشر (بالإنجليزية: Henry George Fischer) هو عالم مصريات أمريكي، ولد في 10 مايو 1923 في فيلادلفيا في الولايات المتحدة، وتوفي في 11 يناير 2006 في نيوتاون باكز مقاطعة في الولايات المتحدة.